# Jurinea cephalopoda
Jurinea cephalopoda là một loài thực vật có hoa trong họ Cúc. Loài này được Iljin mô tả khoa học đầu tiên.